# 波佛斯75毫米口徑M1929高射炮

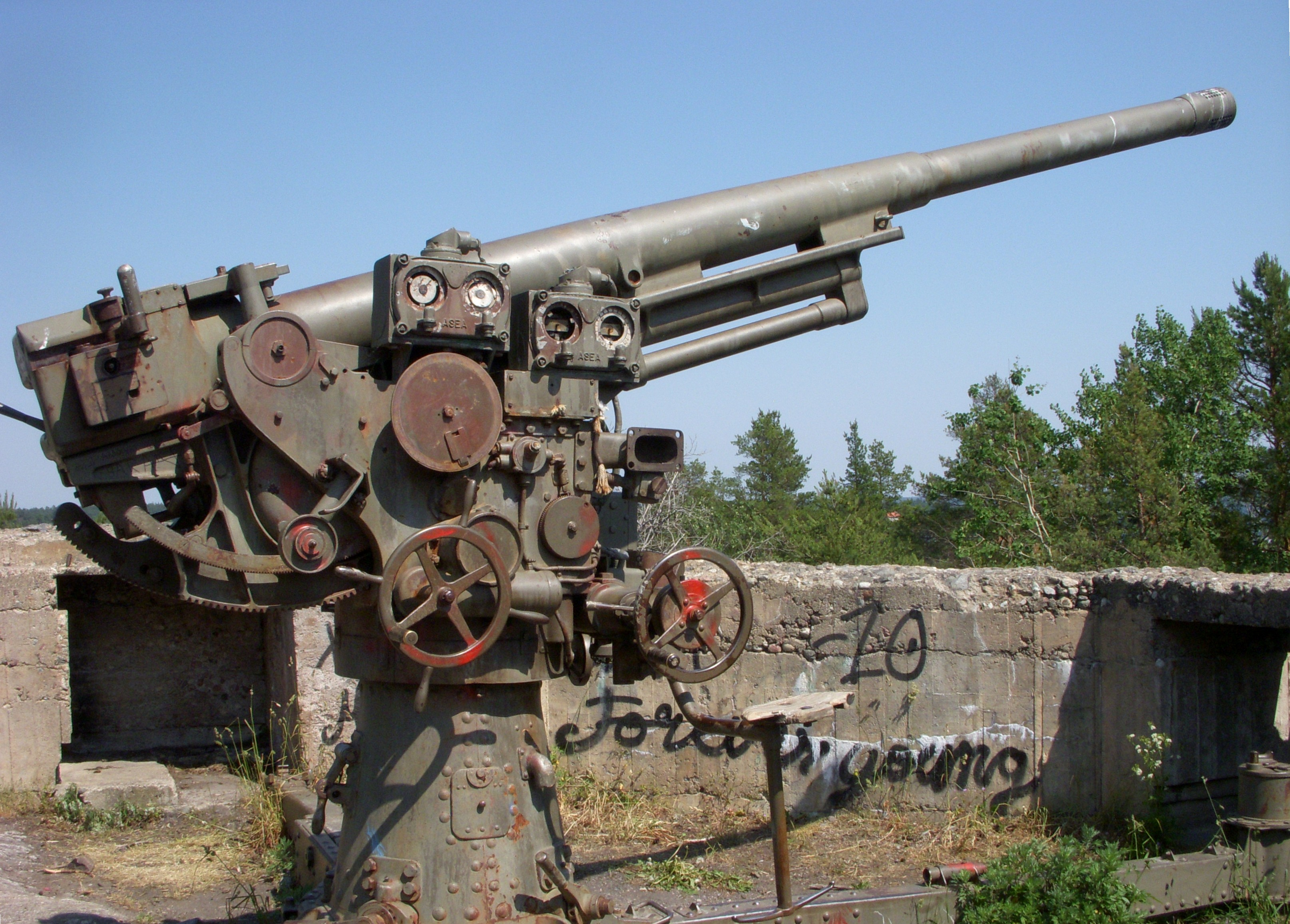
一門曾作為瑞典防禦工事的波佛斯75毫米口徑M1929高射炮，但該炮已缺失炮管上部的散熱器以及一些部件

波佛斯75毫米口徑M1929高射炮（Bofors 75 mm Model 1929）是瑞典波佛斯公司在德國克虜伯公司工程師的幫助下研發的一種高平兩用炮，在所有的運用者中，它存在著兩種不同口徑（75公厘、80公厘）而相同機械設計的版本。本炮設計經過改良後，成為日後知名的88毫米高射炮；除了瑞典自產之外，日本在第二次世界大戰末期也藉由逆向工程仿製出四式7.5公分高射炮。

## 發展歷史
在第一次世界大戰的戰鬥經驗中，大部分國家都是臨時將高初速的中口徑火炮改造成高射炮，專業設計的高射炮幾乎沒有。但是飛行器科技進步一日千里，飛得更快且更高的飛機一直推陈出新，注定了需要更現代化的高初速火炮去抵禦高空高速的威脅。在第一次世界大战中战败的德國變更政體成為威瑪德國，被凡爾賽條約限制不得開發高射炮等大口徑先進武器；但是不甘坐以待斃的德國軍方與廠商，祕密地將本國的先進工程團隊移往國外另起爐灶，包括瑞典、荷蘭、蘇聯境內都有著由德國人開辦的人頭公司或是傳統公司底下編制著全德國人工程團隊，波佛斯則是屬於後者。
克魯伯公司在1925年後祕密地與波佛斯公司合作開發高射炮，資金由威瑪防衛軍提供。；在瑞典的團隊利用波佛斯的生產設備製造出兩種原型炮：75公厘59倍徑高射炮（7,5 cm Flugabwehrkanone L/59）、75公厘60倍徑高射炮（7,5 cm Flugabwehrkanone L/60）。德國對測試結果並不滿意，認為高射炮口徑應該要更大、結構得更紮實才行，這也是88炮出現的濫觴；但是瑞典方堅持須開始量產。所以雖然75公厘高射炮是88炮的原型，但機械結構上有很多的差別；唯一能確定其血統繼承的關鍵是十字形射擊炮架與類似的設計佈局。
十字形炮架讓高射炮可在360度任意方位開火，但是瑞典制高射炮並沒有整合射擊指揮計算機，使用者得另循途徑採購，也因此没有复杂的操作步骤，容易使用；但某種意義來說，這樣子的火炮比較適合軍事科技較為原始的國家運用。

## 實戰
南京國民政府於抗日戰爭前購入28門M1929高射炮、4具德國西門子公司150公分直徑探照燈、蔡司公司製焦基線長度2公尺之測距儀、匈牙利伽馬公司製葛馬高射機械計算機（Gamma-Juhász légvédelmi lőelemképző，中文稱葛馬指揮儀）、和相關的空中聽音器，瞄準和指揮設備，在1934與1936年分兩批次運達中國。28門砲以每連4門的方式組成6個高射炮兵連，在1937年與增購的Flak 18 37公厘高射炮、蘇羅通ST-5機炮、維克斯13.2公厘高射機槍共同編成國民革命軍砲兵第四十一團，團長為前防空學校教育長李恒華，下轄5個營、17個連之大小口徑防砲，擔任首都南京的防空任務。淞滬會戰期間日軍轟炸機開始向上海與南京的國軍進行攻擊，波佛斯高射炮主要佈署在南京。
1937年8月15日，11架日軍轟炸機來犯，當日是抗戰爆發以來南京首次響空襲警報，部處在明故宮的M1929和其他小口徑機炮擊落一架和擊傷數架，11月18日，4架日軍九六式轟炸機來犯，M1929在統一指揮儀的指示下四炮齊發而擊落了一架，在南京保衛戰期間日機共轟炸南京達118次，當中有12架日機被M1929擊落。
高慶辰所著《空戰非英雄》中有段生動瞄述：「在轟炸機前方出現4個黑煙圈，不一會在轟炸機隊後方又出現4個黑煙團! 跟著在轟炸機編隊中間出現煙團，正想怎麼少了1個，就看到其中一架轟炸機著火開始下墜...」
當國軍撒出南京時，損失了4門波佛斯75公厘高射炮、15門20公厘蘇羅通機砲、3門37公厘高射機砲。後續防空作戰時軍委會投入的波佛斯高射砲多只能湊齊20門，並繼續用於保衛武漢和之後的重慶防空戰；總計在八年抗戰期間，M1929高射炮部隊共投入7305次，共擊落210架日機。日本從南京戰場擄獲自國軍的M1929高射炮後運回國內進行技術分析，逆向工程仿製出日軍四式7.5公分高射炮和五式戰車砲；並搭配日本的九八式六噸牽引車使用，拖弋速度可達時速45公里。，並擁有快速放列的作戰的功能。

## 使用國家
- 瑞典
- 中華民國
- 希腊

採購80公厘版本，主要佈署於梅塔薩斯防線。
- 芬兰

最早的海外採購國，1929年採購了8門原型炮及早期機動測試版本，當時的機動版本運用的是雙輪拖曳、重軸設計 。芬蘭將該炮代號稱 76 ItK/29 B 及76 ItK/28 B（ItK－IlmaTorjuntaKanuunaan，防空炮）；在冬季戰爭前向英國維克斯採購M34 Vc機械式射擊計算機。
- 荷蘭

1935年至1938年间，荷兰在东印度群岛荷兰皇家东印度军订购了52门稍加改进的80毫米50倍径高射炮（Luftvärnskanon m/36）。在这36门火炮中，有12门使用十字形炮架，其余的用于固定放置，大多数都是分批交货，然后在威尔顿·菲耶诺德工厂组装。荷兰东印度群岛的部队部署这些火炮加强对重要港口的防御，防止日本入侵。
- 阿根廷
- 泰國

## 參閱資料
- 抗戰時期陸軍武器裝備-步兵砲/防空砲兵篇，滕昕雲，老戰友工作室，ISBN957-30497-8-3
- Chris Bishop (编). . . Sterling Publishing Company: 540. 2002. ISBN 9781586637620.
- （德文） Peter Chamberlain; Terry Gander.  [Encyclopaedia of German Arms: 1939-1945]. Motorbuch-Verlag spezial. transl. Herbert Jäger 2. Motorbuch-Verlag. 2006: 371. ISBN 9783613024816.
- Jeffrey Cox. . General Military Series. Osprey Publishing. 2014: 504. ISBN 9781780967264.
- James D. Crabtree. . Military profession. Greenwood Publishing Group. 1994: 221. ISBN 9780275947927. ISSN 1074-2964.
- J. E. Kaufmann; Robert M. Jurga. . Cambridge: Da Capo Press. 2002. ISBN 9780786749874.
- J. E. Kaufmann; H. W. Kaufmann.  reprint. Cambridge: Da Capo Press. 2007: 369. ISBN 9780306816352.
- Károly Németh. . For the Record. 2014  [2014-06-10]. （原始内容存档于2021-01-18）.
- （波兰語） Stefan Pataj.  [Land-based artillery, 1871-1970]. Warsaw: Wydawnictwa Ministerstwa Obrony Narodowej. 1976: 497.
- J. T. Valias. . Jaeger Platoon: Finnish Army 1918-1945. 2013  [2014-06-11]. （原始内容存档于2009-04-16）.
- Steven J. Zaloga. . Osprey Publishing. 2011: 64. ISBN 9781780962191.